# New Witten
New Witten – miasto w Stanach Zjednoczonych, w stanie Dakota Południowa, w hrabstwie Tripp.